# Weingut Emmerich Knoll

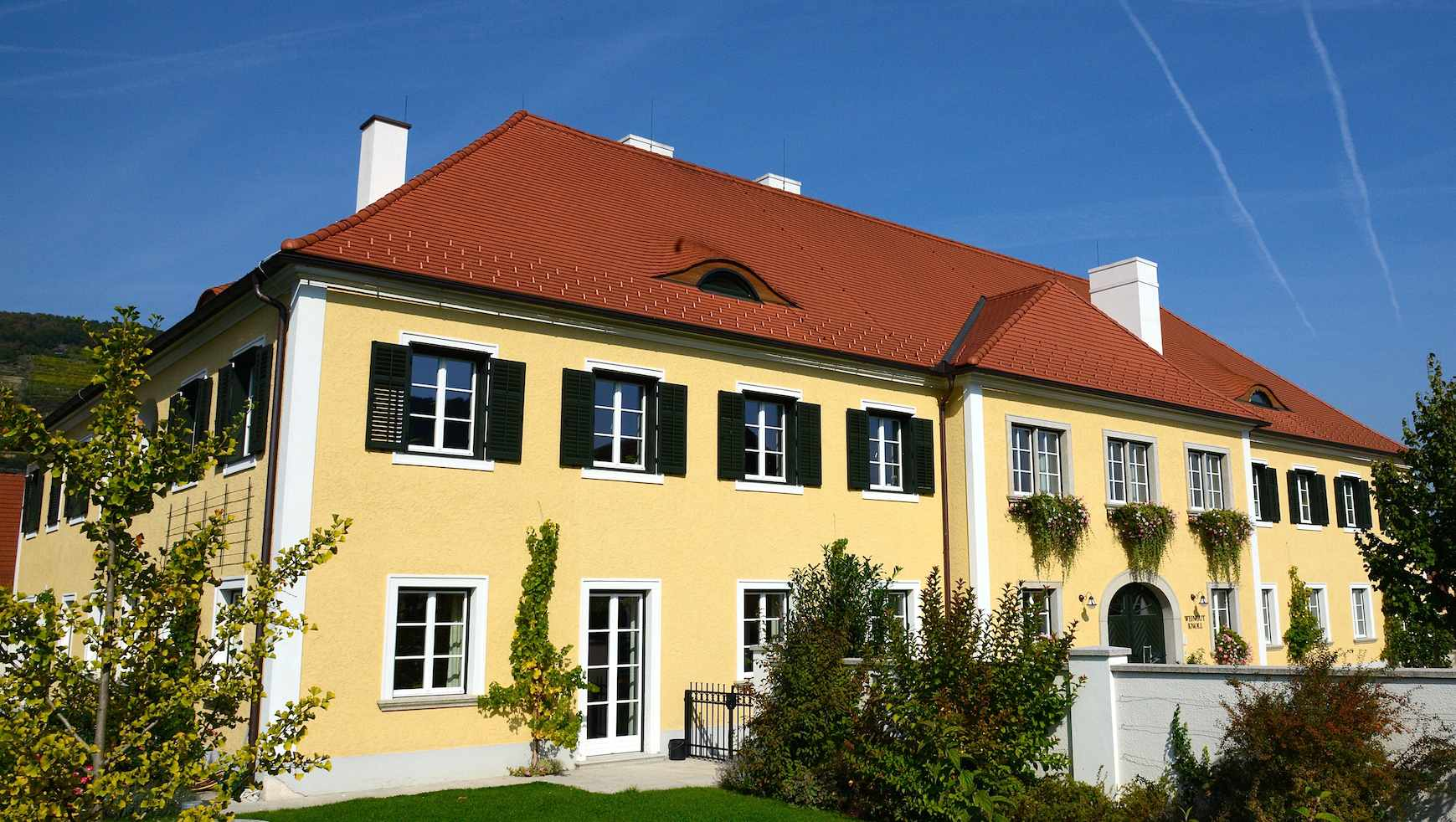
Weingut Emmerich Knoll

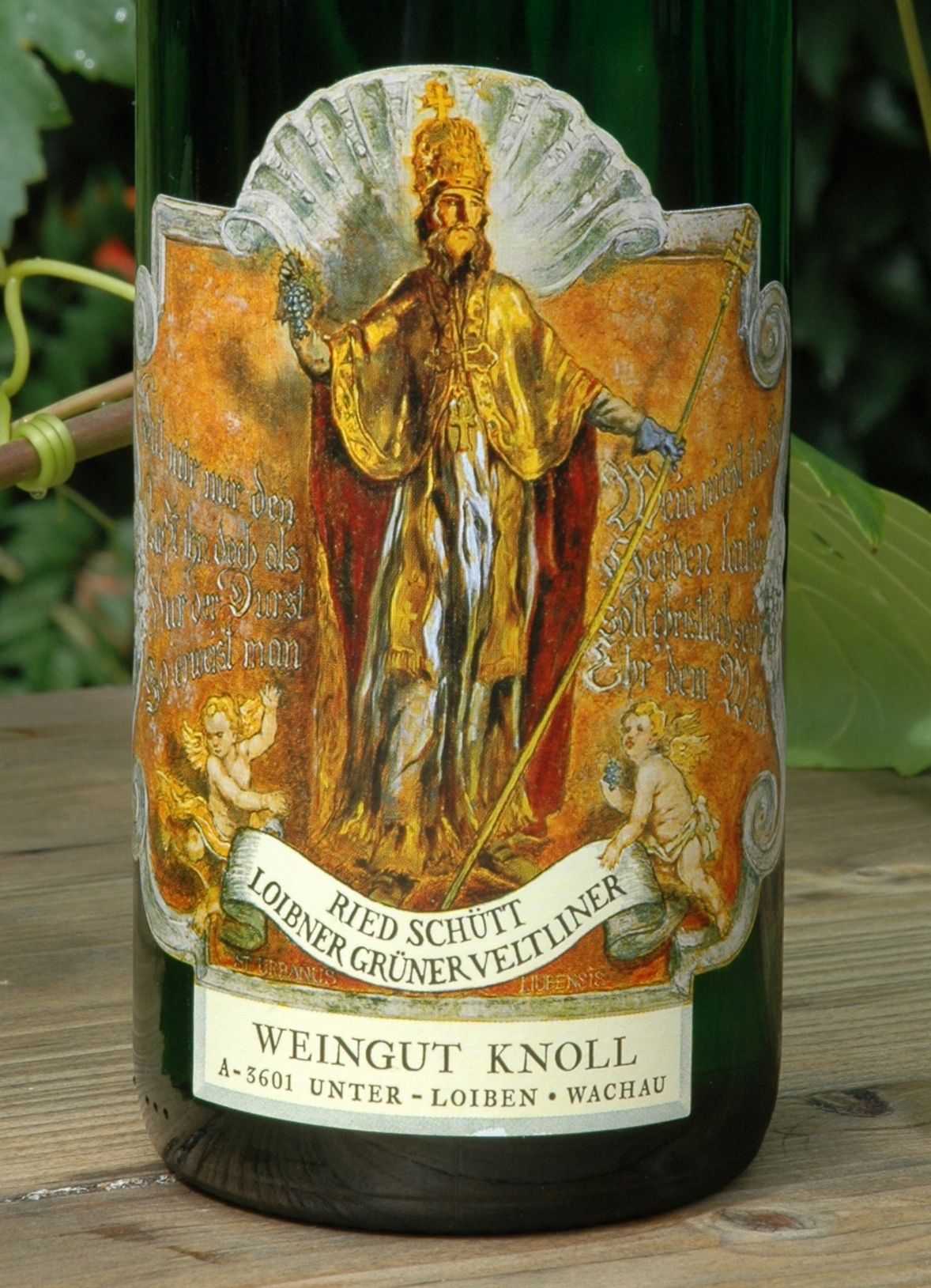
Etikett des Weingutes Knoll nach einem Gemälde von Siegfried Stoitzner

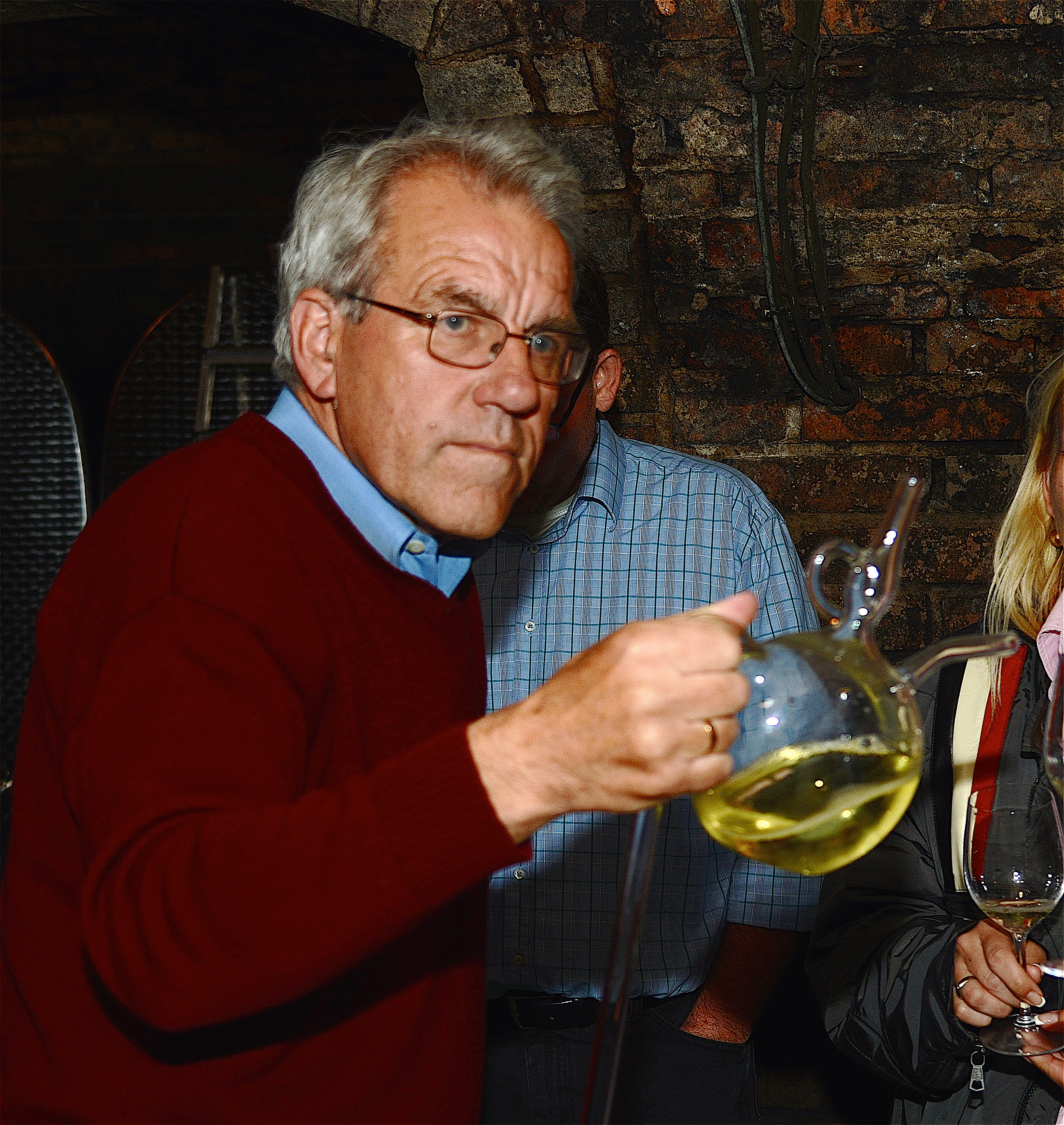
Emmerich Knoll (sen.)

Das Weingut Emmerich Knoll in Unterloiben bei Dürnstein ist ein österreichisches Weingut im Weinbaugebiet Wachau in Niederösterreich.

## Geschichte
Ab 1825 betrieben die Vorfahren von Emmerich Knoll in Unterloiben Weinbau. Schon in der Zeit zwischen den beiden Weltkriegen wurden von besonders guten Jahrgängen einige Weine in Bouteillen gefüllt; seit 1947 ist Flaschenfüllung im Weingut Standard. Bereits im Alter von 14 Jahren wurde Emmerich Knoll (* 13. Februar 1950) vom Vater in den Betrieb integriert. Den ersten edelsüßen Wein, eine Trockenbeerenauslese, kelterte er vom Jahrgang 1983; seither spielen Prädikatsweine – neben den trocken ausgebauten Weinen – im Weingut eine Rolle. Traubenreduzierung („Ausdünnen“) praktizierte Emmerich Knoll schon ab dem Jahr 1979. Mittlerweile leiten dessen Söhne August und Emmerich Knoll (jun.) das Weingut.

## Betrieb, Rebfläche, Ausbau, Sorten
Die Rebfläche beträgt 19,5 Hektar (Stand 2025), sie ist nahezu ausschließlich mit weißen Rebsorten bestockt. Rund 90 Prozent entfallen auf Grüner Veltliner und Rheinriesling, die restlichen 10 Prozent verteilen sich auf die Sorten Chardonnay, Gelber Muskateller, Blauer Burgunder und Gelber Traminer. Die bekanntesten Weine kommen aus den Lagen Loibenberg, Schütt, Kellerberg, Pfaffenberg und Kreutles. Die Weine gären und reifen überwiegend in großen Holzfässern.
Auf dem sehr markanten Etikett ist der heilige Urban, nach einem Gemälde von Siegfried Stoitzner,  abgebildet. Das Weingut ist Mitglied der Vereinigung Vinea Wachau Nobilis Districtus. Von den wichtigsten Weinen werden in einem Raritätenkeller größere Quantitäten eingelagert, wodurch auch der Bezug von gereiften Knoll-Weinen direkt ab Hof ermöglicht wird.